# Gesetz zur Verbesserung der Rechte von Patientinnen und Patienten
Das Gesetz zur Verbesserung der Rechte von Patientinnen und Patienten ist ein Artikelgesetz aus dem Jahr 2013 und mit einem Geltungsbereich für die Bundesrepublik Deutschland, welches das Ziel verfolgt, Transparenz und Rechtssicherheit hinsichtlich der bis dahin bereits bestandenen umfangreichen Rechte der Patientinnen und Patienten herzustellen, bestehende Vollzugsdefizite in der Praxis abzubauen, um die tatsächliche Durchsetzung dieser Rechte zu verbessern, zugleich Patientinnen und Patienten im Sinne einer verbesserten Gesundheitsversorgung zu schützen und insbesondere im Fall eines Behandlungsfehlers stärker zu unterstützen.
Hierzu nahm das Gesetz Regelungen unter anderem zur Kodifizierung des Behandlungs- und Arzthaftungsrechts im Bürgerlichen Gesetzbuch (BGB), zur Stärkung der Patienteninformation, zur Stärkung der Verfahrensrechte bei Behandlungsfehlern, zur Stärkung der Rechte gegenüber Leistungsträgern, zur Förderung der Fehlervermeidungskultur und zur Stärkung der Patientenbeteiligung vor.
Eine Vielzahl der durch dieses Gesetz hervorgebrachten Rechtsvorschriften wurde zwischenzeitlich durch weitere Änderungsgesetze novelliert.

## Historie
Es wurde am 20. Februar 2013 von der Bundesregierung der 17. Wahlperiode, vertreten durch den Bundespräsidenten Joachim Gauck, die Bundeskanzlerin Angela Merkel, die Bundesministerin der Justiz Sabine Leutheusser-Schnarrenberger und den Bundesminister für Gesundheit Daniel Bahr, ausgefertigt, am 25. Februar 2013 im Bundesgesetzblatt verkündet und trat gem. Art. 5 PatRG am 26. Februar 2013 in Kraft.

## Aufgabe und Inhalt
Die Rechte der Patientinnen und Patienten ergeben sich aus den Vorschriften des Bürgerlichen Gesetzbuches, den Sonderregelungen im Sozialgesetzbuch, den Richtlinien des von den Kassenärztlichen Bundesvereinigungen, der Deutschen Krankenhausgesellschaft und dem Spitzenverband Bund der Krankenkassen gebildeten Gemeinsamen Bundesausschusses nach § 91 SGB V und Spezialnormen wie dem Arzneimittelgesetz sowie weiteren Regelungen in den Berufsordnungen der Landesärztekammern und in den Bundesmantelverträgen der Selbstverwaltungspartner.
Um hier für die Beteiligten mehr Transparenz über das geltende Recht herzustellen, wurden die Rechte der Patientinnen und Patienten durch das Bundesministerium der Justiz (BMJ) und das Bundesministerium für Gesundheit (BMG) in Zusammenarbeit mit dem damaligen Beauftragten der Bundesregierung für die Belange der Patientinnen und Patienten Wolfgang Zöller konzeptionell zusammenfassend erarbeitet und umfassend inhaltlich und strukturell konkretisiert.
Patientenrechte, die sich im Laufe der Jahre größtenteils durch die Rechtsprechung als Richterrecht herauskristallisiert haben, werden gemäß Artikel 1 des sogenannten Patientenrechtegesetzes (PatRG) (nichtamtliche Bezeichnung) durch Hinzufügung der §§ 630a bis 630h in das Bürgerliche Gesetzbuch (BGB) nunmehr gesetzlich geregelt. Dadurch sollen die Rechtslage eindeutiger und überschaulicher, und die Patientenrechte gestärkt werden. Daneben enthält das Gesetz in Artikel 2 die Änderung der §§ 13, 66, 73b, 73c, 99, 135a, 137, 140a, 140f, 140h, 217f, 219a und 219d zur Gesetzlichen Krankenversicherung (GKV) des Buches Fünftes Buch Sozialgesetzbuch (SGB V), in Artikel 3 die Änderung von § 4 der Patientenbeteiligungsverordnung (PatBeteiligungsV) und in Artikel 4 die Änderung von § 17b des Krankenhausfinanzierungsgesetzes (KHG).
Des Weiteren beschreibt das Gesetz zur Verbesserung der Rechte von Patientinnen und Patienten eine Ergänzung der berufsrechtlichen Vorschriften: In Artikel 4a bezüglich der §§ 13, 31 und 31a der Zulassungsverordnung für Vertragsärzte (Ärzte-ZV) und in Artikel 4b mit Bezug auf die §§ 13 und 31 der Zulassungsverordnung für Vertragszahnärzte (Zahnärzte-ZV), sowie in Artikel 4c in Bezug auf den § 6 der Bundesärzteordnung (BÄO).
Als Gliederungspunkt des Dienstvertrages wurde zusätzlich der Behandlungsvertrag in das Bürgerliche Gesetzbuch (BGB) eingefügt. Die Patientenrechte und die Arzthaftung, auch im Falle eines Behandlungsfehlers, werden dadurch gebündelt und neu geregelt. Es gelten nun erhöhte Anforderungen an die Aufklärungspflichten, die Voraussetzung für eine wirksame Einwilligung des Patienten sind. Neben der Neuschaffung der Informationspflichten wurde die Pflicht zur medizinischen Dokumentation intensiviert. Auch hat der Patient jetzt das Recht auf eine unverzügliche Einsicht in seine Patientenakte. Die für den Patienten im Rechtsstreit wichtige Frage der Beweislast wurde entsprechend den bisherigen Grundsätzen der Rechtsprechung präzisiert, insbesondere wann es zu einer Beweislastumkehr kommt. Zudem werden die Krankenkassen verpflichtet, Behandlungen beschleunigt zu genehmigen.

## Grundlagen des Behandlungsvertrages im BGB
§ 630a BGB normiert den Behandlungsvertrag, der bei medizinischen Behandlungen die gegenseitigen Rechte und Pflichten zwischen dem Behandelnden einerseits und dem Patienten andererseits regelt. Neben den Behandlungsverträgen der Ärzte, Zahnärzte, Psychologischen Psychotherapeuten, Kinder- und Jugendlichenpsychotherapeuten sind auch Vereinbarungen über Behandlungen durch Angehörige anderer Heilberufe, wie beispielsweise Heilpraktiker, Hebammen, Physiotherapeuten, Masseure und medizinische Bademeister, Ergotherapeuten, Podologen und Logopäden, Behandlungsverträge im Sinne des § 630a BGB. Davon ausgenommen sind Verträge über Behandlungsleistungen von Tierärzten, da sie keine humanmedizinische, sondern eine veterinärmedizinische Behandlung durchführen.
Die Behandlung hat gem. § 630a Abs. 2 BGB regelmäßig nach den zum Zeitpunkt der Behandlung bestehenden, allgemein anerkannten fachlichen Standards zu erfolgen, soweit nicht etwas anderes vereinbart ist. Damit wird die – auch bisher geltende – Grundlage der Arzthaftung und der Einstufung eines Behandlungsfehlers durch einen medizinischen Sachverständigen festgeschrieben.
§ 630b BGB stellt klar, dass das Behandlungsverhältnis ein Dienstverhältnis ist, woraus auch folgt, dass – wie bisher – die ärztliche Leistung eine Dienstleistung nach Dienstvertragsrecht darstellt. Nach Werkvertragsrecht würde der Arzt den Heilerfolg schulden, was naturgemäß nicht möglich ist, da der tatsächliche, zukünftige Verlauf einer Krankheit oder Verletzung und deren Folgen, auch bei ansonsten als heilbar geltenden Erkrankungen und Verletzungen, grundsätzlich nicht vorhersehbar ist.

## Information des Patienten
§ 630c BGB verpflichtet den Behandelnden dazu, dem Patienten zu Beginn der Behandlung sämtliche wesentlichen Umstände der Behandlung verständlich zu erklären, insbesondere die Diagnose und die Therapie. Hierbei handelt es sich um die therapeutische Aufklärung, die bisher auch Sicherungsaufklärung genannt wurde. Die Informierung des Patienten soll den Erfolg der Therapie sichern und dem Patienten durch entsprechende Beratung in jedem Stadium der Behandlung ein therapiegerechtes Verhalten ermöglichen, ihn vor möglichen Gefahren bewahren und auf mögliche Folgen hinweisen, wenn er die ärztlichen Anweisungen nicht befolgt (fehlende Compliance).
Mit dem neuen Begriff der Informationspflichten wird formell und sachlich von den auf die konkrete Behandlung bezogenen Aufklärungspflichten des § 630e BGB unterschieden, welche die Eingriffs- und Risikoaufklärung, auch Selbstbestimmungsaufklärung genannt, betreffen.
Nach dem Auftreten eines Haftungsschadens muss der verursachende Behandler entweder auf Nachfrage des Patienten oder zur Abwendung von Gefahren, die aus einer fehlerhaften Behandlung resultieren können, den Patienten über jeden erkennbaren Behandlungsfehler aufklären. Ohne Zustimmung des Behandlers dürfen diese mit dieser Patienteninformierung verbundenen Eingeständnisse aber weder in Straf- noch in Bußgeldverfahren gegen den Behandler verwendet werden. Diese Einschränkung gilt nicht für die Verwendung bei der zivilrechtlichen Geltendmachung von materiellen und/oder immateriellen Schadensersatzansprüchen gegen den Behandelnden.
Vor einer Behandlung ist der Patient in Textform über eventuelle zusätzliche Kosten aufzuklären, wenn der Behandelnde weiß oder wenn sich hierfür hinreichende Anhaltspunkte ergeben, dass eine vollständige Kostenübernahme durch Dritte nicht gewährleistet ist. Die Verpflichtung in Textform ist neu. Die Verletzung dieser Informationspflicht über die Kosten kann zum Entfallen des Honoraranspruches des Arztes führen.
Die Informationspflichten bestehen nicht, wenn die Behandlung, zum Beispiel nach einem Unfall, unaufschiebbar ist oder wenn der Patient ausdrücklich und nicht widerrufend auf die Information verzichtet hat oder wenn wichtige therapeutische Gründe dagegen sprechen, etwa wenn der Patient infolge der Information sein Leben oder seine Gesundheit gefährden könnte.
Die Informations- und Aufklärungspflichten bestehen bei sämtlichen medizinischen Maßnahmen des Behandelnden, unabhängig davon, ob es sich um Regel- oder Zusatzleistungen handelt, und unbeachtlich dessen, wer die Kosten der Maßnahme trägt. Die Informationen stellen keine Empfehlung oder Rechtsberatung dar.

## Einwilligung des Patienten
§ 630d BGB setzt die Einwilligung des Patienten in jedwede medizinische Maßnahme voraus. Der Patient kann nur wirksam einwilligen, wenn er vorher gemäß den Anforderungen des § 630e BGB aufgeklärt worden ist. Ist die ärztliche Aufklärung beispielsweise bei Bewusstlosigkeit des Patienten nicht möglich und die daraus folgende Einwilligung des Patienten nicht gegeben, kann aufgrund der vorliegenden Einwilligungsunfähigkeit des Patienten auf beides verzichtet werden, wenn die medizinische Handlung dem mutmaßlichen Willen des Patienten entspricht, es sei denn, es liegt eine entsprechende Patientenverfügung nach § 1901a BGB vor, die den geplanten Eingriff nicht gestattet. Im Falle einer längerfristigen Einwilligungsunfähigkeit muss ein gesetzlicher Betreuer bestellt werden, der dann über die Einwilligung entscheidet.

## Aufklärung des Patienten
§ 630e BGB präzisiert die medizinische Aufklärungspflicht des Behandelnden. Im Wortlaut:

„Der Behandelnde ist verpflichtet, den Patienten über sämtliche für die Einwilligung wesentlichen Umstände aufzuklären. Dazu gehören insbesondere Art, Umfang, Durchführung, zu erwartende Folgen und Risiken der Maßnahme sowie ihre Notwendigkeit, Dringlichkeit, Eignung und Erfolgsaussichten im Hinblick auf die Diagnose oder die Therapie. Bei der Aufklärung ist auch auf Alternativen zur Maßnahme hinzuweisen, wenn mehrere medizinisch gleichermaßen indizierte und übliche Methoden zu wesentlich unterschiedlichen Belastungen, Risiken oder Heilungschancen führen können.“

Ferner wird vorgeschrieben, dass die Aufklärung mündlich, persönlich und rechtzeitig vor einem Eingriff zu erfolgen hat, damit der Patient über seine Entscheidung ausreichend nachdenken kann. Sie käme zu spät, wenn sie beispielsweise unmittelbar vor einem erheblichen, insbesondere risikobehafteten Eingriff erfolgen würde. Hierzu gibt es Ausnahmen, beispielsweise bei einer unaufschiebbaren Operation oder einer lebensrettenden Erstversorgung nach einem Unfall, sofern die Einwilligung des Patienten angenommen werden kann.
Der Bundesgerichtshof hat am 5. November 2024 entschieden, dass die ärztliche Aufklärung mündlich stattfinden muss. Sie darf nur ergänzend auf schriftliche Unterlagen verweisen. Der für eine selbstbestimmte Entscheidung der Patienten zu vermittelnde Inhalt – insbesondere zu schwerwiegenden und seltenen Risiken –  muss stets mündlich mitgeteilt werden. Eine wirksame Patienteneinwilligung erfordere es, Patienten zumindest „im Großen und Ganzen“ über Chancen und Risiken der Behandlung aufzuklären und ihnen dadurch eine allgemeine Vorstellung vom Ausmaß der mit dem Eingriff verbundenen Gefahren zu vermitteln. Auch Rückfragen sollten gestellt werden können, so dass die Aufklärung nicht auf einen lediglich formalen Merkposten innerhalb eines Aufklärungsbogens reduziert wird. Nur dann könnten Ärzte Verständnisprobleme, Fehlvorstellungen, aber auch Ängste erkennen und auf diese unmittelbar und individuell reagieren. Nur zur Wiederholung des Gesagten oder zur bildlichen Darstellung etwa dürfe auf schriftliche Unterlagen Bezug genommen werden. Diese müssten jedoch für das grundsätzliche Verständnis der Risiken entbehrlich sein.

## Dokumentation und Patientenakte
§ 630f BGB verpflichtet den Arzt oder Zahnarzt, – wie bisher schon in den Berufsordnungen und in den Bundesmantelverträgen geregelt – eine Patientenakte zu führen und alle relevanten Fakten ausführlich zu dokumentieren. Er besagt hierzu:

„Der Behandelnde ist verpflichtet, in der Patientenakte sämtliche aus fachlicher Sicht für die derzeitige und künftige Behandlung wesentlichen Maßnahmen und deren Ergebnisse aufzuzeichnen, insbesondere die Anamnese, Diagnosen, Untersuchungen, Untersuchungsergebnisse, Befunde, Therapien und ihre Wirkungen, Eingriffe und ihre Wirkungen, Einwilligungen und Aufklärungen. Arztbriefe sind in die Patientenakte aufzunehmen.“

Nachträgliche Änderungen sowohl in der auf Papier geführten Akte als auch in der elektronischen Patientenakte müssen den konkreten Inhalt und den genauen Zeitpunkt der Änderung erkennen lassen.

## Einsichtsrecht in Patientenakte
§ 630g BGB räumt dem Patienten das Recht ein, auf sein Verlangen hin unverzüglich Einblick in seine vollständige Patientenakte zu nehmen und ggf. Abschriften der Aktenmappe in Papierform bzw. Duplikate der elektronischen Dokumentationen und Bilder gegen Auslagenersatz zu erhalten. Dieses Einsichts- und Duplizierrecht gilt auch für dessen Erben. In der Regel wird dies in der Praxis oder Klinik erfolgen, was aber auch abweichend vereinbart werden kann. Die Einsicht darf nur verweigert werden, „soweit der Einsichtnahme erhebliche therapeutische Gründe oder sonstige erhebliche Rechte Dritter entgegenstehen“.

## Beweislast bei Haftung für Behandlungs- und Aufklärungsfehler
§ 630h BGB geht von dem Grundsatz aus, dass der Patient – wie bisher – einen Behandlungsfehler nachweisen muss. Die Beweislast verschiebt sich jedoch zu Lasten des Behandelnden, wenn ein voll beherrschbares Risiko vorlag, der Behandler für eine vorgenommene Behandlung nicht ausreichend befähigt war oder ein grober Behandlungsfehler begangen wurde.

### Beweislast bei Verletzung des Patienten
Abs. 1 definiert die Beweislast bei einem Behandlungsfehler:

„(1) Ein Fehler des Behandelnden wird vermutet, wenn sich ein allgemeines Behandlungsrisiko verwirklicht hat, das für den Behandelnden voll beherrschbar war und das zur Verletzung des Lebens, des Körpers oder der Gesundheit des Patienten geführt hat.“

Ob ein Behandlungsfehler vorliegt, kann mithilfe eines medizinischen Gutachtens, welches von einem gerichtlich bestellten medizinischen Sachverständigen erstellt wurde, im Rahmen eines selbstständigen Beweis(sicherungs)verfahrens vor einem Zivilgericht, aber auch in einem straf- und/oder zivilrechtlichen Klageverfahren, geprüft und bewiesen werden.

### Beweislast bei Verletzung der Aufklärungspflicht
„(2) 1Der Behandelnde hat zu beweisen, dass er eine Einwilligung gemäß § 630d eingeholt und entsprechend den Anforderungen des § 630e aufgeklärt hat. 2Genügt die Aufklärung nicht den Anforderungen des § 630e, kann der Behandelnde sich darauf berufen, dass der Patient auch im Fall einer ordnungsgemäßen Aufklärung in die Maßnahme eingewilligt hätte.“

Ein Aufklärungsfehler führt prinzipiell zu Unwirksamkeit der Einwilligung und kann durch den Patienten geltend gemacht werden. Außer wenn anzunehmen ist, dass dieser auch nach einer ärztlichen Aufklärung über das Risiko des eingetretenen Behandlungsschadens oder eines anderen gesundheitlichen Behandlungsnachteils in die Behandlungsmaßnahme eingewilligt hätte.

### Beweislast bei Verletzung der Dokumentationspflicht
„(3) Hat der Behandelnde eine medizinisch gebotene wesentliche Maßnahme und ihr Ergebnis entgegen § 630f Absatz 1 oder Absatz 2 nicht in der Patientenakte aufgezeichnet oder hat er die Patientenakte entgegen § 630f Absatz 3 nicht aufbewahrt, wird vermutet, dass er diese Maßnahme nicht getroffen hat.“

### Beweislast bei Verletzung des Facharztstandards
„(4) War ein Behandelnder für die von ihm vorgenommene Behandlung nicht befähigt, wird vermutet, dass die mangelnde Befähigung für den Eintritt der Verletzung des Lebens, des Körpers oder der Gesundheit ursächlich war.“

Hiermit wird der Facharztstandard eingefordert. War der Behandelnde ein/eine Assistenzarzt/-ärztin, dann kehrt sich die Beweislast um, das heißt, der/die Behandelnde hat dann zu beweisen, dass er/sie die fachlichen Standards eingehalten hat.

### Beweislast bei Auftreten eines groben Behandlungsfehlers
„(5) 1Liegt ein grober Behandlungsfehler vor und ist dieser grundsätzlich geeignet, eine Verletzung des Lebens, des Körpers oder der Gesundheit der tatsächlich eingetretenen Art herbeizuführen, wird vermutet, dass der Behandlungsfehler für diese Verletzung ursächlich war. 2Dies gilt auch dann, wenn es der Behandelnde unterlassen hat, einen medizinisch gebotenen Befund rechtzeitig zu erheben oder zu sichern, soweit der Befund mit hinreichender Wahrscheinlichkeit ein Ergebnis erbracht hätte, das Anlass zu weiteren Maßnahmen gegeben hätte, und wenn das Unterlassen solcher Maßnahmen grob fehlerhaft gewesen wäre.“

## Fristen für Leistungszusagen der Krankenkassen
§ 13 Abs. 3 SGB V wurde um einen neuen Absatz 3a ergänzt.

„(3a) 1Die Krankenkasse hat über einen Antrag auf Leistungen zügig, spätestens bis zum Ablauf von drei Wochen nach Antragseingang oder in Fällen, in denen eine gutachtliche Stellungnahme, insbesondere des Medizinischen Dienstes der Krankenversicherung (Medizinischer Dienst), eingeholt wird, innerhalb von fünf Wochen nach Antragseingang zu entscheiden. 2Wenn die Krankenkasse eine gutachtliche Stellungnahme für erforderlich hält, hat sie diese unverzüglich einzuholen und die Leistungsberechtigten hierüber zu unterrichten. 3Der Medizinische Dienst nimmt innerhalb von drei Wochen gutachtlich Stellung. 4Wird ein im Bundesmantelvertrag für Zahnärzte vorgesehenes Gutachterverfahren durchgeführt, hat die Krankenkasse ab Antragseingang innerhalb von sechs Wochen zu entscheiden; der Gutachter nimmt innerhalb von vier Wochen Stellung. 5Kann die Krankenkasse Fristen nach Satz 1 oder Satz 4 nicht einhalten, teilt sie dies den Leistungsberechtigten unter Darlegung der Gründe rechtzeitig schriftlich mit. 6Erfolgt keine Mitteilung eines hinreichenden Grundes, gilt die Leistung nach Ablauf der Frist als genehmigt. 7Beschaffen sich Leistungsberechtigte nach Ablauf der Frist eine erforderliche Leistung selbst, ist die Krankenkasse zur Erstattung der hierdurch entstandenen Kosten verpflichtet. 8Die Krankenkasse berichtet dem Spitzenverband Bund der Krankenkassen jährlich über die Anzahl der Fälle, in denen Fristen nicht eingehalten oder Kostenerstattungen vorgenommen wurden. 9Für Leistungen zur medizinischen Rehabilitation gelten die §§ 14, 15 des Neunten Buches zur Zuständigkeitsklärung und Erstattung selbst beschaffter Leistungen.“

Durch diese Neuregelung sollen Behandlungsverzögerungen wegen lang andauernder Verwaltungsverfahren beseitigt werden.
(Diese Vorschrift ist in der durch das Patientenrechtegesetz geänderten Fassung nicht mehr aktuell.)

## Unterstützung der Versicherten bei Behandlungsfehlern
Die früher bestehende „Kann-Regelung“ des § 66 Fünftes Buch Sozialgesetzbuch (SGB V) wurde in eine „Soll-Regelung“ geändert.

„Die [Gesetzlichen] Krankenkassen sollen die Versicherten bei der Verfolgung von Schadensersatzansprüchen, die bei der Inanspruchnahme von Versicherungsleistungen aus Behandlungsfehlern entstanden sind und nicht nach § 116 des Zehnten Buches [Sozialgesetzbuch] [(SGB X)] auf die Krankenkassen übergehen, unterstützen.“

Dies geschieht in aller Regel zum Beispiel unter Ausfertigung eines ärztlichen Gutachtens des Medizinischen Dienstes der Krankenkassen (MDK). Der legislative Ausdruck „sollen“ bedeutet dem Versicherungsleistungsträger, dass ihm bei seiner Entscheidung zur Unterstützung des Versicherungsleistungsnehmers nur ein enger eigener Ermessensspielraum zugestanden wird.
(Diese Vorschrift ist in der durch das Patientenrechtegesetz geänderten Fassung nicht mehr aktuell.)

## Widerruf der Teilnahme am Hausarztmodell
§ 73b Abs. 3 SGB V beschreibt die sog. Hausarztzentrierte Versorgung, in die sich ein Versicherter eintragen kann. Die Vorschrift wurde um eine Widerrufsklausel erweitert, wonach der Versicherte innerhalb von zwei Wochen nach Abgabe der Teilnahmeerklärung seinen Beitritt widerrufen kann.
(Diese Vorschrift ist in der durch das Patientenrechtegesetz geänderten Fassung nicht mehr aktuell.)

## Qualitäts- und Beschwerdemanagement
Nach den geänderten Vorschriften des § 135a Abs. 2 Nr. 2 SGB V sind die Krankenhäuser in Deutschland gesetzlich verpflichtet, neben einem einrichtungsinternen Qualitäts- nun auch ein patientenorientiertes Beschwerdemanagement einzurichten. Dies soll der nachhaltigen Sicherung der Qualität dienen und als ein „Teil der Regelungen zur Stärkung der Patientensicherheit dazu bei[tragen], dass die Sichtweise und die Erfahrungen der Patientinnen und Patienten in das Risiko- und Fehlermanagement des Krankenhauses einfließen können“.
(Diese Vorschrift ist in der durch das Patientenrechtegesetz geänderten Fassung nicht mehr aktuell.)

## Grenzüberschreitende Kontaktstelle
In § 219d SGB V wird die Richtlinie 2011/24 der EU in nationales Recht umgesetzt. Zentrale Aufgaben der nationalen Kontaktstelle sind, EU-Bürgern Informationen über die nationalen Gesundheitsdienstleister zur Verfügung zu stellen. Dies sollen die Deutsche Krankenhausgesellschaft, die Kassenärztliche Bundesvereinigung und die Kassenzahnärztliche Bundesvereinigung sowie die Privaten Krankenversicherungen in einem Vertrag regeln und die Kosten dafür tragen.
(Diese Vorschrift ist in der durch das Patientenrechtegesetz geänderten Fassung nicht mehr aktuell.)

## Interessenvertretung

### Patientenbeteiligung
Die Verordnung zur Beteiligung von Patientinnen und Patienten in der Gesetzlichen Krankenversicherung (Patientenbeteiligungsverordnung – PatBeteiligungsV) regelt die Interessen der Patientinnen und Patienten und der Selbsthilfe chronisch kranker und behinderter Menschen zur Wahrnehmung der in § 140f Abs. 2 und 3 SGB V genannten Mitberatungsrechte auf Bundesebene durch im Sinne von § 135 Abs. 1 und § 137c Abs. 1 SGB V antragsberechtigte Selbstverwaltungsträger der in § 2 Abs. 1 genannten und der nach § 3 der Patientenbeteiligungsverordnung (PatBeteiligungsV) anerkannten Organisationen, wie
1. der Deutsche Behindertenrat,
2. die Bundesarbeitsgemeinschaft der PatientInnenstellen,
3. die Deutsche Arbeitsgemeinschaft Selbsthilfegruppen e. V. und
4. der Verbraucherzentrale Bundesverband e. V.,

zur Mitwirkung bei „den in § 140f Absatz 2 Satz 5 des Fünften Buches Sozialgesetzbuch genannten“ Beschlüssen des Gemeinsamen Bundesausschusses (G-BA).
Der Gemeinsame Bundesausschuss (G-BA) entwickelt die Richtlinien und Beschlüsse zur Qualitätssicherung in der Medizin.

## Konsolidierung der Finanzplanung von Krankenhäusern

### Qualitätssicherung und Einrichtungsübergreifende Fehlermeldesysteme
Im Gesetz zur wirtschaftlichen Sicherung der Krankenhäuser und zur Regelung der Krankenhauspflegesätze (Krankenhausfinanzierungsgesetz – KHG) wird im 3. Abschnitt in den Vorschriften über Krankenhauspflegesätze in § 17b Abs. 1 Satz 5 im Rahmen der Einführung eines pauschalierenden Entgeltsystems für DRG-Krankenhäuser für die Beteiligung der Krankenhäuser an Maßnahmen zur Qualitätssicherung auf der Grundlage des § 137 SGB V „und die Beteiligung ganzer Krankenhäuser oder wesentlicher Teile der Einrichtungen an einrichtungsübergreifenden Fehlermeldesystemen, sofern diese den Festlegungen des Gemeinsamen Bundesausschusses nach § 137 Absatz 1d Satz 3 des Fünften Buches Sozialgesetzbuch entsprechen,“ die Vereinbarung von Zuschlägen festgeschrieben.
Die Schaffung finanzieller Anreize, zum Beispiel im Rahmen von Qualitätszuschlägen, soll die betriebliche Einführung von Risikomanagement- und Fehlermelde- und -vermeidungssystemen, aber auch die Akzeptanz eines solchen Risiko- und Fehlermanagements unter den betroffenen Berufsgruppen und deren Mitwirkung fördern.

## Arzthaftpflichtversicherung
Artikel 4c des Patientenrechtegesetzes fügt in § 6 Abs. 1 Nr. 5 der Bundesärzteordnung (BÄO) die Ermächtigungsgrundlage ein, bei einem Arzt oder einem Zahnarzt das Ruhen der Approbation anzuordnen, wenn der Arzt trotz entsprechender Verpflichtung keine oder nur eine unzureichende Berufshaftpflichtversicherung abgeschlossen hat. Bei ruhender Approbation darf der Arzt seinen Beruf nicht ausüben. Dadurch soll verhindert werden, dass Patienten an einen nicht oder nicht ausreichend versicherten Arzt geraten, gegenüber dem sie einen eventuellen Schadensersatzanspruch nicht realisieren können.

## Nicht aufgenommen
Nicht ins Patientenrechtegesetz aufgenommen wurden unter anderem Regelungen
- zur Schaffung einer Behandlungspflicht für Vertrags(zahn)ärzte gegenüber PKV-Versicherten im Basis- und Standardtarif,
- zur Pflicht zur Ausstellung eines Patientenbriefes nach jedem ärztlichen Eingriff,
- zur routinemäßigen Aushändigung einer Patientenquittung,
- zur verschuldensunabhängigen Haftung bei Behandlungsfehlern,
- zur Etablierung eines Patientenentschädigungsfonds,
- zur Einführung eines nationalen Fehlermelderegisters sowie
- zur verpflichtend 24-stündigen Bedenkzeit vor Erbringung von IGel-Leistungen.

## Kritik
Auf dem Richter- und Staatsanwaltstag 2014 in Weimar wurde das Patientenrechtegesetz kontrovers diskutiert. Es sei politisch motiviert und publikumswirksam. Die neu eingeführte Pflicht zur Fehleroffenbarung leiste einer „Misstrauenskultur“ Vorschub. Andererseits wurde eine noch stärkere Nutzung evidenzbasierter Instrumente gefordert. Wie jeder andere Bereich habe sich auch die Medizin einer Außenkontrolle zu unterwerfen. Durch die „Überdosierung des Rechts“ bestehe jedoch die Gefahr, dass Ärzte zur Risikominimierung und Vermeidung von Haftungsklagen entweder sinnvolle Behandlungen unterlassen – oder sich mit Überdiagnostik absichern. In jüngster Zeit habe die Betonung der Patientenrechte eine Gesetzesinflation mit der Konsequenz einer Defensivmedizin ausgelöst.
Es wurde zwischen drei Arten des „Leidens am Recht“ unterschieden: Wenn das Recht etwas vorschreibe, das der Arzt für medizinisch unsinnig halte, wenn er etwas Sinnvolles nicht tun könne und wenn er etwas Sinnvolles unter ungünstigen Rahmenbedingungen leisten müsse.
Die Aufklärungspflichten sollten beschränkt werden, da man inzwischen über Risiken aufklären muss, die mit einer Wahrscheinlichkeit von weniger als einem Promille eintreten.

## Anmerkung
1. 1 2  
Zitat der durch das Patientenrechtegesetz bewirkten Ergänzungen des Gesetzgebers.